# Henry van Loon
Pour les articles homonymes, voir Loon.
Henry van Loon, né le 8 avril 1982 à Oirschot, est un acteur néerlandais.

## Filmographie
- 2005 : Le Cheval de Saint Nicolas de Mischa Kamp : Hoofdpiet[2]
- 2006 : Hardcore de Vincent Van Zelm : Freek[3]
- 2011 : New Kids Nitro de Steffen Haars et Flip van der Kuil : L'homme de la défense[4]
- 2015 : The Little Gangster de Arne Toonen : Paul[5]
- 2017 : Ron Goossens, Low Budget Stuntman de Steffen Haars et Flip van der Kuil : Peter[6]